# ساموئل برانان
ساموئل برانان (Samuel Brannan) (زادهٔ ۲ مارس ۱۸۱۹– درگذشتهٔ ۵ مه ۱۸۸۹)، مهاجر، تاجر، روزنامه‌نگار و یک مورمون برجسته آمریکایی بود که روزنامه کالیفرنیا استار، اولین روزنامه سانفرانسیسکو، کالیفرنیا تأسیس کرد. وی را اولین کسی میدانند که تب طلا در کالیفرنیا را عمومی‌سازی کرده و اولین میلیونر آنجا بود.: 237  او از سود مغازه‌های خویش برای خرید قطعات بزرگ املاک استفاده کرد. برانان به تأسیس اولین کمیته هوشیاری در سانفرانسیسکو کمک و به دلیل همکاریش با این کمیته از کلیسای عیسی مسیح قدیسان آخرالزمان (کلیسای LDS) اخراج شد. همسر برانان از او طلاق گرفت و او مجبور شد بسیاری از دارایی‌هایش را نقد کند تا نیمی از آنرا را به خانمش بپردازد. او بحالت فقر و در گمنامی نسبی درگذشت.: 132–150 

## اوایل زندگی
برانان در ساکو، مِین، در خانواده توماس و سارا امری برانان به دنیا آمد. برای فرار از پدر بدرفتارش، برانان در چهارده سالگی به همراه خواهرش ماری هان و همسرش الکساندر به پینزویل، اوهایو نقل مکان کردند. برانان در آنجا صنعت چاپ را آموخت.: 22–24  در طی سفرشان به اوهایو، هر سه شان به دو مردی گوش فرا می‌دادند که بعداً آنها را با نام‌های اورسن هایدی و هیبر سی کیمبال می‌شناختند. برادر شوهر برانان یک نسخه از کتاب مورمون را از این مبلغان خیابانی خرید. برانان، الکساندر و ماری هان همه در سال ۱۸۴۲ در شهرک همسایگی در کرتلند، اوهایو، به کلیسای عیسی مسیح مقدسین آخرالزمان پیوستند.: 15  پس از مرگ پدرش، برانان مقدار قابل توجهی پول به ارث برد. سال آخر کارآموزی خود را خرید و بقیه را در زمینی در نزدیکی کلیولند سرمایه‌گذاری نمود. بلافاصله پس از سرمایه‌گذاری، بازار فرو ریخت و زمین او بی‌ارزش شد.: 237  او برای ملاقات با مادر بیمارش به‌طور خلاصه از مِین دیدن کرد و سپس به نیواورلیان رفت، جاییکه برادرش توماس در آنجا زندگی می‌کرد. برادران برانان با پول اندکی که داشتند، دستگاه چاپ و تایپ خریدند، اما، توماس مدت کوتاهی پس از آن دچار تب زرد شد. پس از این فاجعه، برانان به سمت شمال بازگشت و در ایندیاناپولیس توقف کرد تا مقاله‌ای را تبلیغ کند که سرانجام شکست خورد، قبل از اینکه به پنزوویل بازگردد.: 19–21 

### خدمات اولیه در کلیسا
هنگامی که برانان به خانه خواهرش بازگشت، او اعتقادات مذهبی خود را در کلیسا تجدید کرد و توسط فرستاده ویلفورد وودراف برای خدمت در یک مأموریت محلی در اوهایو فراخوانده شد.: 34–36  قبل از اینکه به عنوان مبلغ دعوت شود، او با هریت («هتی») هچ ازدواج کرده و آنها در انتظار اولین فرزند شان بودند.: 39  مأموریت او زودتر از حد انتظار به پایان رسید، زیرا او به ملاریا مبتلا شد و مجبور شد برای سلامتی خود به خانه بازگردد.: 38  هنگامی که سلامتی او به اندازه کافی بهبود یافت، او دوباره برای کمک به کلیسا فراخوانده شد، اما این بار به عنوان چاپگر در کنتیکت در کنار فرستاده ویلیام اسمیت کار کرد. در حالی که در کنتیکت منتظر ملاقات با اسمیت بود، برانان عاشق هان الیزا کاروین شد، کسیکه مادرش از بازدیدکنندگان در مهمان‌سرای محلی مراقبت نمود. برانان قصد داشت با او ازدواج کند و از همسر اولش جدا شود. آنها در نهایت ازدواج کردند، اگرچه گفته شده که برانان هرگز به‌طور رسمی همسر اول خود را طلاق نداد.: 40 
در سال ۱۸۴۴ آنها از کنتیکت به شهر نیویورک، رفتند و شروع به چاپ پیامبر (بعداً پیام رسان نیویورک)، یک روزنامه مقدس آخرالزمان کردند. اندکی پس از شروع روزنامه، اخباری منتشر شد، مبنی بر اینکه پیامبر جوزف اسمیت و برادرش هایروم به قتل رسیده‌اند و بریگام یانگ منصب نبوت را بر عهده گرفته‌است. برانان با ویلیام برادر خونی اسمیت از نزدیک کار و از وی حمایت کرد تا «جایگاه شایسته» خود را به عنوان پیامبر بگیرد. پس از اینکه خبر مخالفت برانان و اسمیت به نوو رسید، هر دو نفر از کلیسا اخراج شدند.: 43–45  یک سال بعد، برانان به نصاب دوازده حواریون، نزد رهبران کلیسای ال دی اس رفت و برای بازگرداندن جایگاه‌اش به عنوان عضو کلیسا درخواست کرد که در ماه مه سال ۱۸۴۵ درخواستش پذیرفته شد.: 46 

## سفر به کالیفرنیا

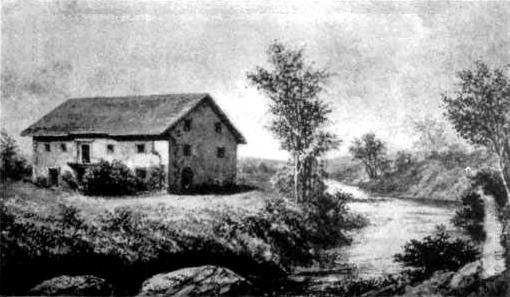
تصویری از داستان برنان

پس از مرگ جوزف اسمیت و افزایش مخالفت در غرب، مورمون‌ها تصمیم گرفتند مرکز خود را از نوو، ایلینوی به منطقه غربی خارج از مرز ایالات متحده منتقل کنند. برنامه‌ریزی‌ها برای مهاجرت بزرگ آغاز شد و رهبری مورمون‌ها به سمت غرب حرکت کردند و برانان را به عنوان بالاترین مقام مذهبی در نیویورک باقی گذاشتند. به این ترتیب، او با مسئولیت بزرگ تخلیه مورمون‌های شرقی به کالیفرنیا مواجه شد. برانان کشتی بروکلین را اجاره کرد و مورمون‌های نیویورک را متقاعد کرد که به هیأت اعزامی به‌سوی کالیفرنیا بپیوندند. در ژانویه سال ۱۸۴۶، کشتی بروکلین از طریق کیپ هورن به سمت کالیفرنیا علیا حرکت کرد.: 58  برانان رئیس هیأت اعزامی و بالاترین رهبر مذهبی کشتی بود. او یک ماشین چاپ عتیقه و یک آسیاب آرد کامل را به همراه آورد تا مهاجرت را آسان‌تر کند. در حالی که شرایط زندگی در کشتی بروکلین برای بسیاری مردم سخت بود، برانان در اتاق افسران کشتی زندگی پرشکوهی داشت. کشتی در ۲۰ ژوئن سال ۱۸۴۶ در هونولولو، هاوایی برای سوخت‌گیری و تدارکات توقف و توسط فرمانده نیروی دریایی استاکتون مورد بازرسی قرارگرفت. برانان انتظار داشت که بازرسی بد پیش برود اما در عوض فرمانده استاکتون در مورد حمله برنامه‌ریزی شده ایالات متحده به مکزیکی‌ها در مونتری به برانان گفت. این اطلاعات همراه با کمی تشویق از جانب فرمانده استاکتون، ساموئل برانان را به فکر تصرف شهر بندری یربا بوئنای مکزیک انداخت. رویاهای برانان برای استعمار و موفقیت در حال تحقق بود و پس از ترک هاوایی، بروکلین مسیر خود را تغییر داد و در ۳۱ ژوئیه سال ۱۸۴۶ در یربا بوئنا فرود آمد. به محض ورود، با فرمانده جان بی. مونتگومری و پورتسموث که چند روز قبل یربا بوئنا را اشغال کرده بودند، رو برو شد که باعث ناراحتی برانان گردید.: 68–72  مورمون‌ها شروع به استعمار منطقه سانفرانسیسکو امروزی کردند و جمعیت دهکده سه برابر گردید.: 237 

## کتابشناسی
- Bagley, Will (1997). "'Every thing is favourable! and God is on our side': Samuel Brannan and the conquest of California". Journal of Mormon History. Ogden, UT. 23 (2): 185–209.
- Bagley, Will (1999). Scoundrel's Tale: The Samuel Brannan Papers. Spokane, WA: Arthur H. Clark. ISBN 978-0-87062-274-8. OCLC 40395893. - Also published by Utah State University Press.
- Bailey, Paul (1943). Sam Brannan and the California Mormons. Los Angeles, CA.: Westernlore Press. OCLC 1980521.
- Bringhurst, Newell G. (Summer 1997), "Samuel Brannan and His Forgotten Final Years", Southern California Quarterly, 79 (2): 139–60, doi:10.2307/41171850, JSTOR 41171850.
- Campbell, Eugene E. (April 1959), "The Apostasy of Samuel Brannan", Utah Historical Quarterly, 27 (2): 156–67, archived from the original on 2011-06-14.
- Dickson, Samuel. Tales of San Francisco. Stanford: Stanford University Press, 1957.
- Luce, W. Ray (August 1968), Samuel Brannan: Speculator in Mexican Lands, Master's thesis, Provo, Utah: Department of History, Brigham Young University.
- Scott, Reva Lucile Holdaway (1944), Samuel Brannan and the Golden Fleece (2nd ed.), New York: Macmillan Co., OCLC 1579749.